# تی.اس اسپیوت جوان و شگرف
«تی. اس. اسپیوِت جوان و حیرت‌انگیز» به کارگردانی ژان-پیر ژونه، دو سال بعد از تولید در ایالات متحده آمریکا به روی پرده رفت.
«تی.اس. اسپیوت جوان و حیرت‌انگیز» محصول مشترک فرانسه، استرالیا و کانادا را ژان پی‌یر ژونه، فیلمساز فرانسوی سازنده فیلم «زندگی شگفت‌انگیز آملی پولن» کارگردانی کرده و فیلمنامه این درام پرماجرا را کارگردان با همکاری گیوم لوران نوشته است. ژونه که در فیلم «آملی پولن» روحیات عجیب و غریب قهرمان زن داستان را با ظرافت به تصویر کشیده بود، در این فیلم به سراغ شخصیت غیرعادی یک پسربچه رفته است. این فیلم در سال ۲۰۱۳ تولید شده و پیش از این در چندین جشنواره و تعدادی از کشورهای اروپایی نمایش داده شده است.

## داستان
پسرک ده ساله ماجراجوی قهرمان این داستان که تبحری در نقشه‌برداری دارد، مخفیانه از مزرعه‌ای در مونتانا، آمریکا که در آن با پدر و مادرش زندگی می‌کند، بیرون می‌زند و وارد سفری طولانی و هیجان‌انگیز وارد می‌شود و عرض قاره را با قطاری باری می‌پیماید تا جایزه‌ای را که انجمن اسمیتسونین برای نبوغ او در نظر گرفته است، دریافت کند.

## بازیگران
کایل کاتلت، هلنا بونهم کارتر، جودی دیویس و کالوم کیت رنی از بازیگران فیلم «تی.اس. اسپیوت جوان و حیرت‌انگیز» هستند.